# Carinodes valladolidensis
Carinodes valladolidensis är en stekelart som först beskrevs av Cameron 1885.  Carinodes valladolidensis ingår i släktet Carinodes och familjen brokparasitsteklar. Inga underarter finns listade.